# Hamam
Hamam (od turske riječi hamam, حمّام) je kupalište nastalo na srednjem istoku.
Kupanje u hamamu je bilo dio obreda i dio užitka. Osoba koja se kupa u hamamu prvo ide u prostoriju (saunu) koja se neprestano zagrijava toplim i suhim zrakom. U ovim sobama počinje dio kupanja gdje zbog topline dolazi do znojenja i čiščenja organizma. Nakon preznojavanja slijedi kupanje hladnom vodom i masaža, te odlazak u sobu za hlađenje i relaksaciju.
U Osmanskom Carstvu hamami su bili važan dio turske kulture koja služila kao mjesta za socijalizaciju.
U Hrvatskoj su sačuvani hamam u Iloku te u Vrani u Hanu Jusufa Maškovića.